# Ivan Roškar
Ivan Roškar, slovenski veleposestnik in politik, * 8. april 1860, Malna, Slovenija (tedaj Avstro-Ogrska) , † 23. maj 1933, Jurovski Dol, Slovenija (tedaj Kraljevina Jugoslavija).

## Družina in življenje
Ivan Roškar se je rodil na mamini domačiji na Malni kot nezakonski sin Ane Roškar, kmetovalke in poznejše gostilničarke, in Jurija Knupleša, jurovskega tesarsko-zidarskega mojstra. Ana Roškar je bila ob Ivanovem rojstvu neporočena, oče Knupleš pa je bil takrat že poročen z drugo žensko. Leta 1882 se je Ivan poročil z Alojzijo Rantaša iz Sv. Jurija ob Ščavnici, nečakinjo jurovskega župnika. Z njo sta si ustvarila v naslednjih letih številno družino in živela v podeželski vili, ki v slabem stanju še dandanes stoji. Leta 1885 se je Ana Roškar tudi sama poročila in se je odtlej pisala Bračko. Tam na Malni sta Ivan in žena Alojzija gospodarila na svojem veleposestvu, posvečena kmetijstvu, a on tudi krajevni politiki. Že leta 1885 je postal župan Malne, od tod pa je njegova politična kariera šla le še navzgor. Politično je organiziral in vodil Slovence Lenarškega  okraja ,da so prvič prevzeli oblast nad okrajem in institucijami in tako ustavili Nemški vpliv po celotnih Slovenskih goricah. Sodeloval je v okrajnem zastopu, okrajni hranilnici in krajevni posojilnici. V mladosti pristaš politične sloge se je pod vplivi dr.Frana Kovačiča priključil dr.Antonu Korošcu in je v letih 1902-1918 v Štajerskem deželnem zboru  v Gradcu zastopal volilni okraj Ljutomer - Lenart. V letih 1907-1918 je v državnem zboru na Dunaju zastopal podeželski okraj Maribor-levi breg ter bil ustanovitelj in prvi predsednik Slovenske kmetske zveze (1907). Ivana Roškarja lahko štejemo med prvoborce za osamosvojitev Štajerskih Slovencev od Avstrije. Zaradi tega je bil kot velik rodoljub označen za "srbofila" ob pričetku 1. svetovne vojne tudi aretiran in zaprt v Gradcu. 
Po vojni se 10.11.1918 v Lenartu ustanovi Narodni svet za okraj Sv. Lenart v Slovenskih goricah, kjer so ga izvolili za predsednika Narodnega sveta. V kabinetu druge vlade Stojana Protića je bil leta 1920 minister za kmetijstvo. Kot poslanec v Narodni skupščini Kraljevine SHS v Beogradu se je zanimal za strokovna kmečka vprašanja (gasilstvo, lov, regulacija voda, živinoreja, sadjarstvo in vinogradništvo). Februarja 1922 kot prvi Slovenski poslanec v skupščini SHS zahteva od obrambnega ministra Vasić-a in Vlade, da slovenski vojaki služijo vojaški rok v domovini Sloveniji, kar je izzvalo revolt v armadnem vrhu.
Konec leta 1922 se je umaknil iz parlamentarnega življenja in se omejil na krajevno politiko, kjer je do smrti deloval kot župan. Politično se je realiziral kot predstavnik kmečkih posestnikov. Za seboj je pustil lepo premoženje in veliko potomcev.